# Washington Street (Boston)

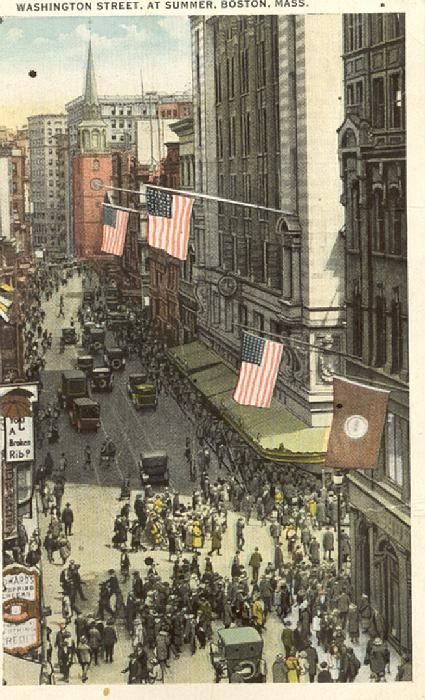
Die Washington Street im frühen 20. Jhdt.

Die Washington Street ist eine ca. 37 mi (59,5 km) lange Straße im Bundesstaat Massachusetts der Vereinigten Staaten. Sie führt vom Bostoner Stadtzentrum Downtown Crossing in südwestlicher Richtung bis zur Staatsgrenze nach Rhode Island. Ein Großteil der Strecke wurde im frühen 19. Jahrhundert als Norfolk and Bristol Turnpike errichtet, ihre Geschichte reicht jedoch bis in die 1780er Jahre zurück. Die Washington Street ist die längste Straße in Boston und auch eine der längsten im Bundesstaat Massachusetts. Viele der Straßen, welche die Washington Street kreuzen, ändern auf der anderen Straßenseite ihren Namen, da die Washington Street die erste Straße war, welche die Shawmut-Halbinsel an das Festland anschloss.

## Streckenverlauf

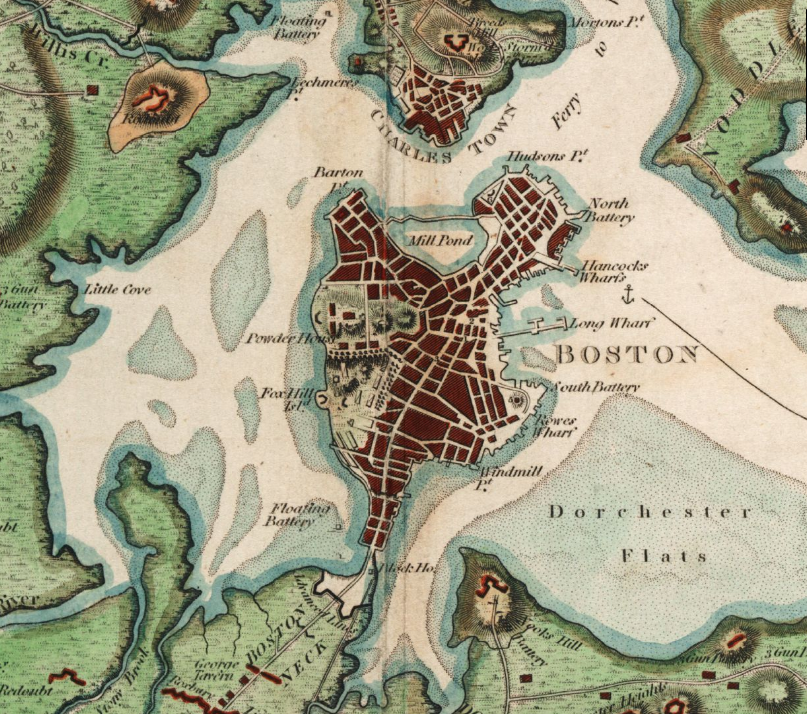
Diese Karte aus dem Jahr 1806 zeigt die Washington Street als einzige Straße, die von der Halbinsel führt. Der engste Punkt war die heutige Anbindung an den Massachusetts Turnpike.

Die Washington Street beginnt unter der Bezeichnung North Washington Street an der Kreuzung zwischen New Rutherford Avenue und Chelsea Street nördlich der Charlestown Bridge. Die Strecke endet nördlich des Haymarket Square, wo sie auf die oberirdisch verlaufende Straße des Big Dig mündet, aufgrund dessen Entwicklung die Straße an dieser Stelle unterbrochen ist.
Sie beginnt erneut an der Kreuzung der State Street und der Court Street und führt zunächst als Einbahnstraße in südlicher Richtung weiter. Der Abschnitt in Downtown Crossing von der Milk Street bis zum Temple Place ist – ebenso wie der weiter nördlich gelegene Teil – nur für autorisierte Fahrzeuge zugänglich. Erst an der Stuart/Kneeland Street wird die Straße in beide Richtungen befahrbar. Der Abschnitt von der Marginal Street ist bis einschließlich der Brücke über den Massachusetts Turnpike und die angrenzenden Gleise der Amtrak bzw. Massachusetts Bay Transportation Authority (MBTA) erneut nur in nördlicher Richtung befahrbar, wobei es jedoch für die Busse der Silver-Line eine Fahrspur entgegen der Fahrtrichtung gibt.
Ab dem Dudley Square in Roxbury ist die Washington Street bis zur Dudley Street eine Einbahnstraße in südlicher Fahrtrichtung. Verkehr in nördlicher Fahrtrichtung umfährt diesen Abschnitt weiter östlich. Nachdem die Straße in Jamaica Plain den Arborway unterquert hat, wird sie zur Hydepark Avenue. Südlich der MBTA-Station Forest Hills kann jedoch der Ukraine Way über die Gleise genutzt werden, um wieder auf die nun westlich der Gleise als Fortsetzung der South Street verlaufende Washington Street zu gelangen. An der Grenze zwischen Roslindale und West Roxbury kreuzt die Straße den West Roxbury Parkway und weist ab hier einen Mittelstreifen auf, der sie bis zur Stadtgrenze nach Dedham begleitet.
Die Washington Street führt weiter in südwestlicher Richtung durch das Stadtzentrum von Dedham, die Außenbezirke von Westwood sowie durch die Zentren von Norwood, East Walpole und South Walpole. An der Grenze zwischen Walpole und Foxborough endet die Straße zunächst, führt jedoch in südlicher Richtung leicht östlich versetzt als U.S. Highway 1 (Boston-Providence Turnpike) weiter. Dieser kann über einen kurzen Abschnitt der Water Street erreicht werden. Bis zur Staatsgrenze nach Rhode Island führt die Strecke durch North Attleborough, vorbei am Gillette Stadium in Foxborough, Wrentham, Plainville und South Attleborough.

## Geschichte
Der Abschnitt der Washington Street vom Bostoner Stadtzentrum bis zum Dudley Square in Roxbury war die erste Straße, welche die damals noch kleine Stadt Boston mit dem Festland verband, indem sie die Boston Post Road nach New York City führte. Die Straße wurde auf diesem Teilstück ursprünglich unter verschiedenen Bezeichnungen geführt: Cornhill vom Adams Square (südlich der heutigen Boston City Hall) bis zur School Street, Marlborough Street weiter bis zur Kreuzung der Straßen Summer Street / Winter Street, Newbury Street weiter bis zur Kreuzung der Straßen Essex Street / Boylston Street und schließlich Orange Street weiter bis zur Befestigungsanlage nahe der heutigen East Berkeley Street.
Am 4. Juli 1788 erhielt der Abschnitt südlich der Befestigung bis zur Stadtgrenze nach Roxbury den Namen Washington Street. Diese Bezeichnung wurde am 6. Juli 1824 auf die nördlich gelegenen Teilbereiche bis zum Adams Square ausgedehnt, und am 6. November 1872 kam eine neue Straße zum Haymarket Square in nördlicher Richtung hinzu. Der Teil nördlich der Roxbury Street in Roxbury existiert als öffentlicher Weg bereits seit dem 19. Januar 1662 und wurde am 9. Mai 1825 in Washington Street umbenannt. Nach und nach wurden auch weiter westlich gelegene Straßen entlang der Roxbury Street, Tremont Street und Huntington Avenue bis zur Grenze nach Brookline umbenannt.
Der Norfolk and Bristol Turnpike wurde 1803 eingerichtet und diente als weniger kurvige Alternative zu zwei zuvor viel genutzten Straßen zwischen Boston und Providence (Rhode Island) – konkret handelte es sich um die Lower Boston Post Road durch Norwood und Foxborough sowie die Straße durch Walpole und Wrentham. Die südliche Hälfte der Straße wurde jedoch aufgrund ihrer abseits der Städte gelegenen Streckenführung nur geringfügig genutzt und war bis in die 1930er Jahre hinein mehr oder weniger eine Staubpiste. Erst die Errichtung des U.S. Highway 1 von Boston nach Providence verbesserte die Situation.
Der Abschnitt der Straße in Roxbury wurde im Juni 1857 als öffentliche Straße mit der Bezeichnung Shawmut Avenue ausgewiesen. Am 3. Februar 1858 wurde auch das Teilstück in West Roxbury entsprechend umbenannt. Am 2. Juli 1860 wurde die Tremont Street an ihrem südlichen Ende entlang der ehemaligen Washington Street bis nach Brookline erweitert, so dass die Washington Street an der Columbus Street endete. Am 16. Juni 1874 wurde die restliche Straße westlich des Dudley Square zur Roxbury Street, und zur gleichen Zeit wurde die Washington Street nach Süden vom Dudley Square entlang der ehemaligen Shawmut Street bis nach Dedham verlängert.
Der Teilbereich der Washington Street nördlich des Haymarket Square war bis ca. 1900 als Charlestown Street bekannt.

## Öffentlicher Personennahverkehr
Da die Washington Street bereits von Beginn an als Hauptstraße genutzt wurde, führten auch schon zu einem frühen Zeitpunkt Straßenbahnen und Busrouten entlang der Strecke.
Eine Straßenkarte aus dem Jahr 1871 (Abb. 1) zeigt bereits Straßenbahnschienen, die von der Boylston Street aus südlich bis zur Dudley Street führen. Weitere Karten aus dem Jahr 1874 belegen die Ausweitung dieser Strecke südlich bis zur heutigen MBTA-Station Forest Hills sowie nördlich bis zum Dock Square. Um 1888 führten Schienen auch nördlich entlang der Washington Street bis zum Haymarket Square und ab 1897 bis zu einem Bereich nördlich der Charlestown Bridge.
Auf einer Karte aus dem Jahr 1899 (Abb. 2) ist zu erkennen, dass sich die Schienen der West Roxbury and Roslindale Street Railway südwestwärts von Forest Hills über Dedham bis nach Norwood erstrecken. Die Norfolk Southern Street Railway führte von Norfolk nach Walpole und nutzte ab dort bis nach South Walpole die Washington Street. Auf den übrigen Abschnitten der Straße gab es mit Ausnahme eines Teilstücks der Interstate Consolidated Street Railway durch North Attleborough keine Straßenbahnschienen, da die Straße zu weit von bewohntem Gebiet entfernt war.
Eine weitere Karte aus dem Jahr 1925 (Abb. 3) macht deutlich, dass die Straßenbahnschienen auf der Washington Street in Boston an der Essex Street im Stadtzentrum endeten. In den 1950er Jahren wurden die dort verkehrenden Straßenbahnlinien jedoch durch Busse ersetzt.
Am 10. Juni 1901 eröffnete als Vorgängerin der heutigen Orange Line die Washington Street Elevated, die zunächst vom südlichen Stadtzentrum in Boston bis Dudley und ab dem 22. November 1909 bis nach Forest Hills führte. Am 20. November 1908 öffnete dann der Washington Street Tunnel. Die Washington Street Elevated wurde am 30. April 1987 im Zuge der Eröffnung des Southwest Corridor geschlossen und später abgerissen.

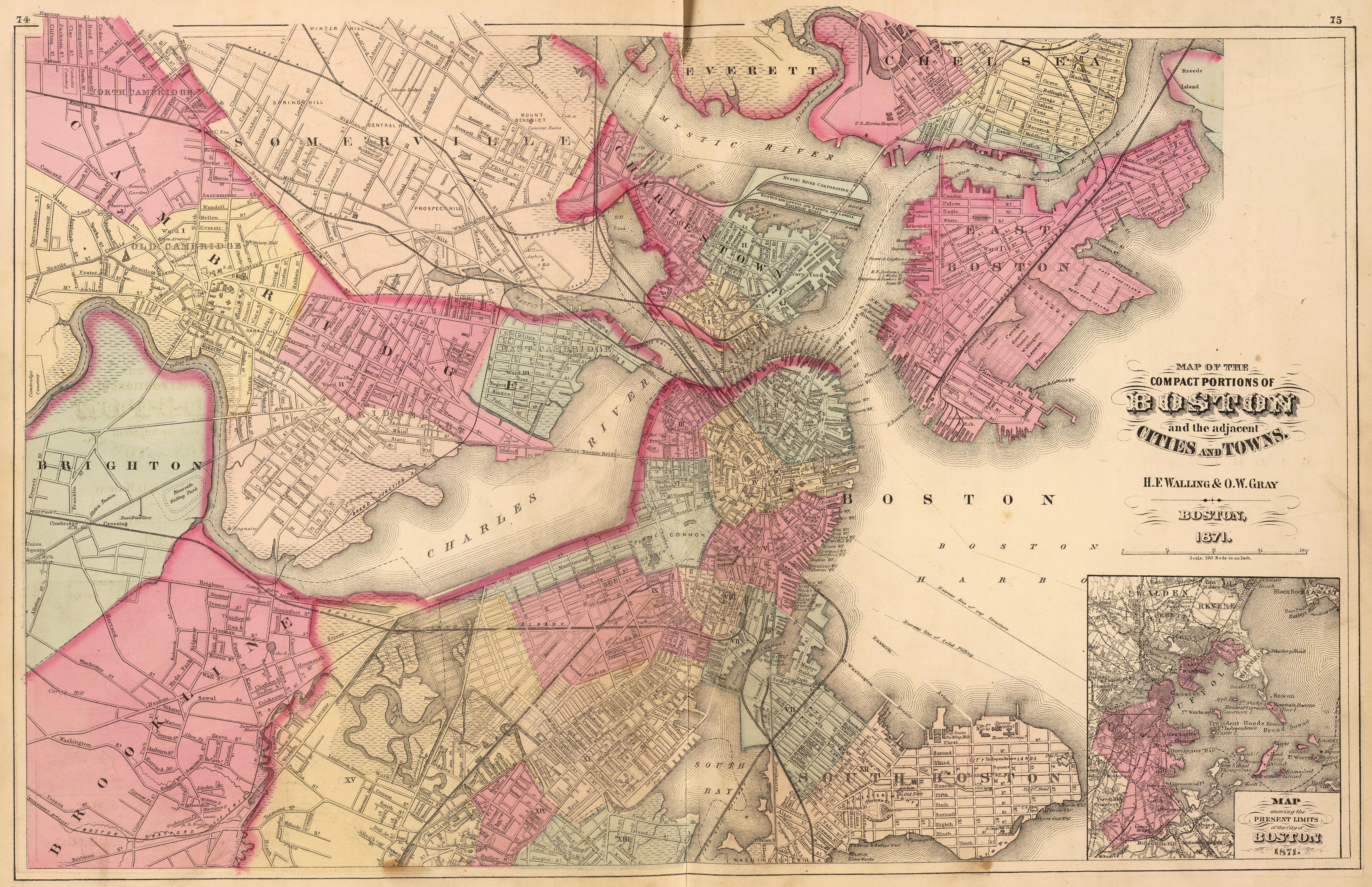
Abb. 1: Karte aus dem Jahr 1871
Abb. 2: Karte aus dem Jahr 1899
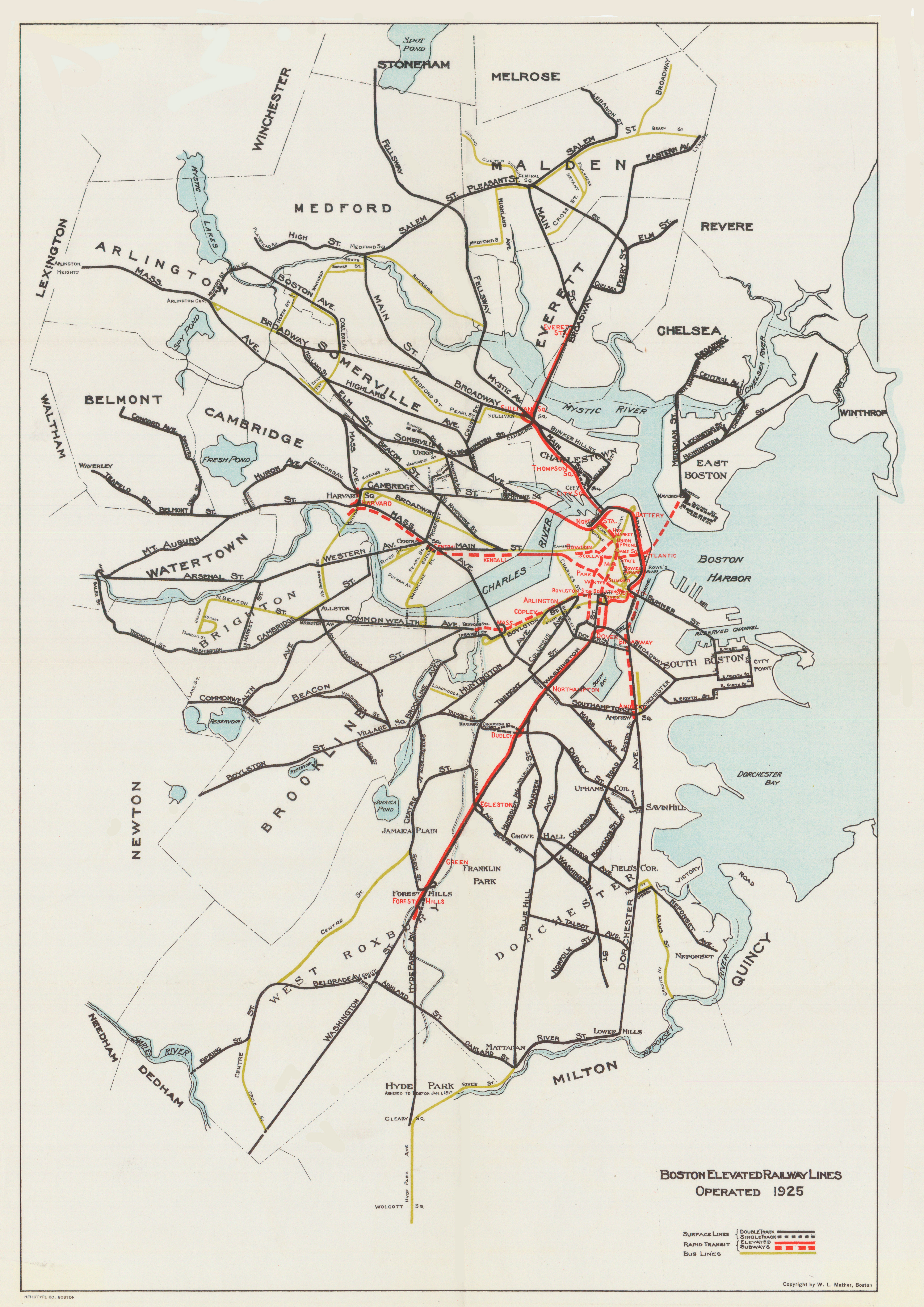
Abb. 3: Karte aus dem Jahr 1925

## Klassifizierung
Die Washington Street ist aktuell an zwei Stellen als nummerierte Straße eingestuft, und zwar zum einen als Massachusetts Route 1A (von der Elm Street in Dedham bis zur Walpole Street in Norwood) und zum anderen als U.S. Highway 1 (vom nördlichen Foxborough in der Nähe des Gillette Stadium bis nach Rhode Island).
Im Rahmen der Ausweisung der ersten nummerierten New England Interstate Highways in Massachusetts im Jahr 1922 wurde die US 1 als Teil der Washington Street von North Attleborough über Norwood bis zum Arborway in Boston ausgewiesen. 1933 wurde mit dem Boston-Providence Turnpike und dem Brook Farm Parkway eine neue Straße von Roslindale nach Foxborough fertiggestellt, und auch das restliche Teilstück bis Rhode Island wurde zu dieser Zeit errichtet. Die alte Streckenführung der US 1 wurde nach der Verlegung als Massachusetts Route 1A ausgewiesen.

## Weitere Straßen mit dem NamenWashingtonin Boston
In Boston existieren zwei weitere große und zwei weitere kleinere Straßen mit dem Namen Washington Street.
- Im Stadtteil Dorchester erstreckt sich die 2,8 mi (4,5 km) lange Washington Street von der Blue Hill Avenue bis zur Dorchester Avenue an der südlichen Grenze des Stadtteils.
- In Allston bzw. Brighton beginnt die Washington Street an der Grenze zu Brookline und führt auf einer Länge von etwa 2 mi (3,2 km) bis zur Stadtgrenze nach Newton. Die gesamte Straße ist 13,5 mi (21,7 km) lang, beginnt in Brookline Village und verläuft über Brookline, Allston, Brighton, Newton und Wellesley bis nach Natick.
- Eine weitere Washington Street existiert in Hyde Park und führt dort bis zur Ostseite des Neponset River.
- Die vierte Washington Street befindet sich in Chinatown, wo sie an der Kreuzung zur Austin Street bzw. New Rutherford Avenue beginnt und bis zur Harvard Street führt.